# Niko Blaauw
Niko Blaauw (* 15. Januar 2002 in Leiderdorp) ist ein niederländischer Handballspieler.

## Karriere
Blaauw wechselte zur Drittligasaison 2020/2021 zum Team HandbALL Lippe. Zuvor spielte er in den Niederlanden bei Green Park Handball Aalsmeer. 2020 debütierte er beim TBV Lemgo in der Bundesliga. Im November 2021 unterzeichnete er einen Profi-Vertrag beim TBV Lemgo. Ab der Saison 2023/24 stand er beim deutschen Zweitligisten VfL Lübeck-Schwartau unter Vertrag. Im Sommer 2025 wechselte er zum Ligakonkurrenten TuS N-Lübbecke.
Im Januar 2021 lief er das erste Mal für die niederländische Nationalmannschaft auf. Er stand im Kader für die Europameisterschaft 2024 und belegte mit den Niederlanden den 12. Platz. Im Turnier bestritt er ein Spiel, in welchem er ein Tor erzielte.